# Château de Rouen
Le château de Rouen est un ancien château fort, construit de 1204 à 1210, dont les vestiges se dressent sur la commune française de Rouen dans le département de la Seine-Maritime, en région Normandie. Place importante, il joua un rôle militaire pendant la guerre de Cent Ans (1337-1453) et pendant les guerres de Religion (1562-1598).
Vulnérable aux tirs d'artillerie comme les autres forteresses médiévales, le château est démantelé en 1591, à l'exception du donjon (dit tour Jeanne-d'Arc). Les récentes fouilles archéologiques et les nouveaux travaux des historiens montrent l'importance du château, exemple de l'architecture militaire médiévale, et particulièrement de l'architecture philippienne.
La tour Jeanne-d'Arc, qui en constitue l'ancien donjon, fait l’objet d’un classement au titre des monuments historiques par la liste de 1840. La tour de la Pucelle (substructions) où fut enfermée Jeanne d'Arc fait l’objet d’une inscription au titre des monuments historiques depuis le 13 juillet 1926.

## Localisation
Le château est situé à l'extérieur de la ville médiévale, en position dominante afin de surveiller celle-ci, sur la colline Bouvreuil, à Rouen, dans le département français de la Seine-Maritime.

## Histoire
Le château est bâti par le roi de France, Philippe Auguste, à la suite de la conquête en 1204 du duché de Normandie sur Jean sans Terre, duc de Normandie et roi d'Angleterre, en remplacement du palais ducal de Rouen érigé par le duc Richard Ier. Le château sera dès lors la résidence des officiers royaux et celle du roi lorsqu'il séjournera à Rouen. Les premières mentions de séjours royaux datent du milieu du XIVe siècle. Le château sert alors de résidence royale jusqu'à Charles VII.
Pendant près de quatre cents ans, le château de Rouen est surtout le siège d'une importante fonction administrative et politique : bailliage et vicomté du roi de France, gouvernement du roi d'Angleterre pendant la domination anglaise (1418-1449), Échiquier de Normandie (qui deviendra le Parlement de Normandie). C'est aussi au château de Rouen que Jeanne d'Arc est emprisonnée à partir du 23 décembre 1430 et jugée du 21 février au 30 mai 1431.

« L'édification de cette puissante forteresse est liée à la conquête de Rouen et de la Normandie par le roi de France au XIIIe siècle. Acte symbolique destiné à affirmer son autorité sur une ville nouvellement soumise, cette construction fait suite à un geste lui-même chargé de signification : l'arasement du château ducal (« la Vieille Tour »). La construction du nouveau château est accompagnée de la création d'une nouvelle enceinte urbaine, montrant la volonté royale de former une entité englobant deux éléments jusqu'à présent juxtaposés : le bourg et la cité. […] Cette forteresse constitue cependant un témoignage tout à fait intéressant de l'architecture militaire du début du XIIIe siècle. »

Sans doute l'un des plus grands bâtis sous Philippe Auguste, le château de Rouen est aussi remarquable pour son histoire tout au long de la guerre de Cent Ans.

### La construction du château

#### Le contexte: la conquête de la Normandie par Philippe Auguste

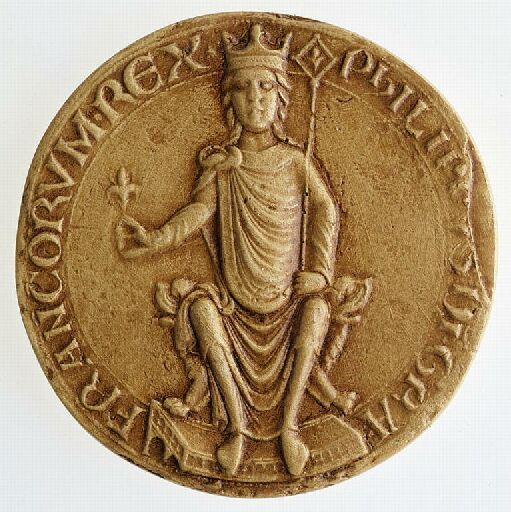
Sceau de Philippe Auguste.

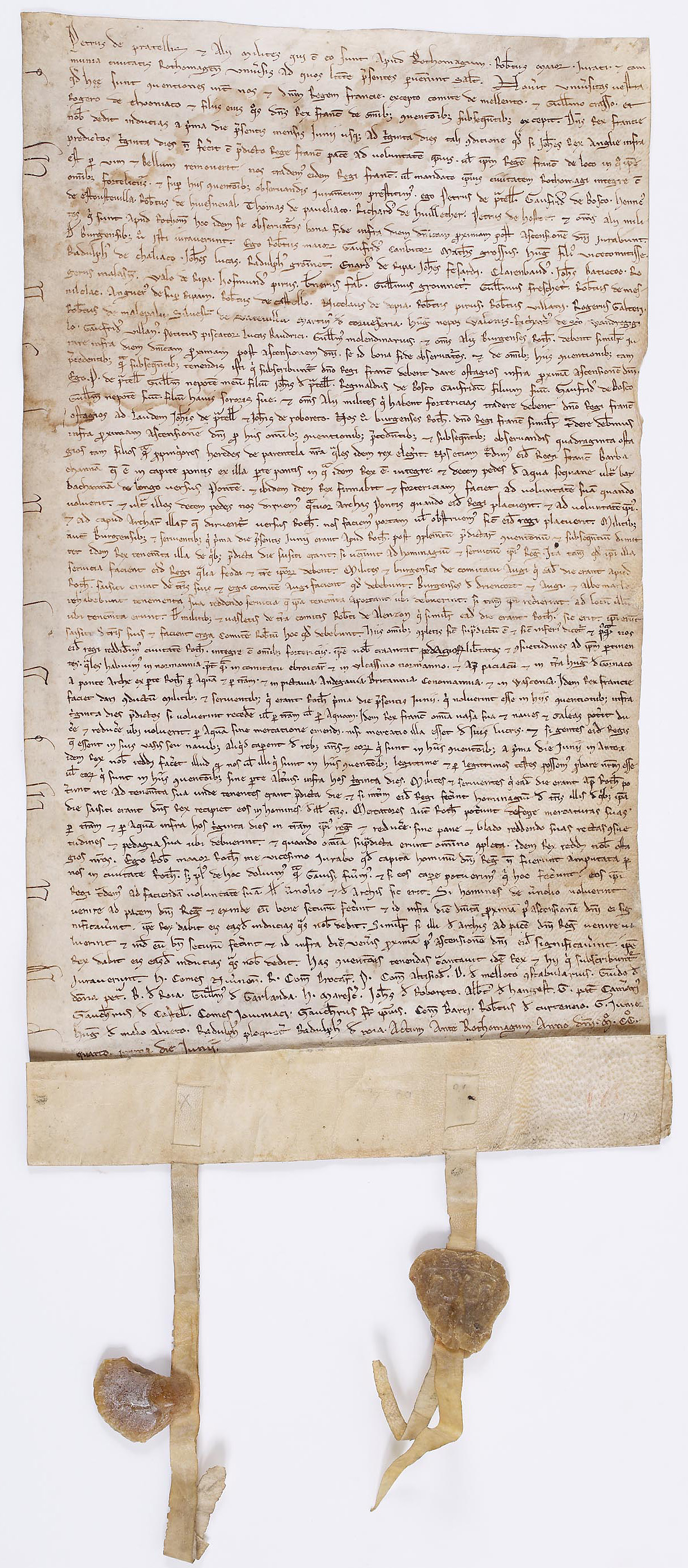
Acte de capitulation de Rouen de 1204 signé par Pierre de Préaux et adressé au roi de France Philippe Auguste.

La conquête de la Normandie et son rattachement au domaine royal par Philippe Auguste en 1204 est d'une certaine façon la reconquête d'un territoire perdu par les rois de France en 911 à l'occasion des concessions effectuées aux Vikings commandés par Rollon. Situés à proximité de la capitale des Capétiens, les territoires normands, riches et offrant un accès à la mer par la Seine avaient attiré leur convoitise. Par la suite, le duché de Normandie, un puissant voisin, constitue une menace permanente pour le roi. La conquête du royaume d'Angleterre en 1066 par  le duc de Normandie Guillaume le Conquérant, gendre du comte de Flandres par son mariage, déséquilibre durablement le rapport de force en faveur du "duc-roi".
À la mort de Richard Cœur de Lion survenue en 1199, son successeur, Jean sans Terre se fait couronner duc de Normandie à Rouen le 25 avril 1199. Par le traité du Goulet signé le 22 mai 1200, il fait la paix avec le roi de France et accepte de lui rendre hommage. Mais Jean sans Terre commet d'importantes erreurs politiques. Il divorce de Havise de Gloucester qu'il a épousé peu de temps auparavant puis enlève et épouse Isabelle Taillefer pourtant promise à Hugues IX de Lusignan, vassal du roi de France. Ce dernier fait appel à la justice de son suzerain Philippe Auguste, qui prononce la commise des fiefs de Jean sans Terre (absent au procès) et donne les fiefs au neveu du Plantagenêt Arthur Ier de Bretagne, à l'exception de la Normandie qu’il se réserve.
Au cours de l’été 1202, Philippe Auguste s’empare du pays de Bray. Jean sans Terre est abandonné par ses barons normands qui le soupçonnent d'avoir fait assassiner en 1203 son neveu Arthur Ier de Bretagne, facilitant la conquête militaire de Philippe Auguste. Château-Gaillard tombe le 6 mars 1204, suivi de Caen le 21 mai 1204, puis de Rouen le 24 juin 1204 (après quarante jours de siège). D'après les historiens, le rattachement du duché de Normandie au royaume de France marque le début du déclin de l'« empire Plantagenêt », dont la fin interviendra en 1399 avec l'usurpation de la maison de Lancastre.
En 1207, Philippe Auguste maintient les privilèges communaux dits « Établissements de Rouen » et la coutume de Normandie. Ultérieurement, le 15 juillet 1315, le roi de France Louis X le Hutin concède la Charte aux Normands, confirmée à nouveau par Philippe VI de Valois en mars 1339.
Simultanément, Philippe Auguste fait raser une partie des remparts de la ville ainsi que l'ancien palais des ducs de Normandie et fait construire le château de Rouen, symbole de l'autorité royale. L'ouvrage, commencé en 1204, fait partie du vaste programme de construction lancé par Philippe Auguste sur l'ensemble du domaine royal.

#### Les soubassements gallo-romains
Pour la construction du château de Rouen, Philippe Auguste choisit avec soin le site d'une colline sur le fief de Bouvreuil, où se dressent les ruines de l'amphithéâtre gallo-romain de Rotomagus. C'était une construction colossale, comparable aux plus grands amphithéâtres du monde romain. Le grand axe aurait dépassé 140 mètres. L'aqueduc antique de la source Gaalor, passe au pied de la tour maîtresse, plusieurs puits dont celui de la tour Jeanne-d'Arc ont pu servir pour la construction et pour la vie de la forteresse.
L'utilisation par Philippe Auguste de l'embase de l'amphithéâtre gallo-romain comme fondations de la forteresse (enceinte et basse-cour) est remarquable par la conception de l'ouvrage, par la dimension colossale de la réalisation et par sa symbolique.
L'emprise elliptique de l'amphithéâtre supporte au nord-est l'enceinte castrale du château (de forme polygonale) et au sud-ouest la basse-cour du château (en forme d'arc de secteur).
Les fouilles archéologiques préventives réalisées dans l'ancien fossé au pied du donjon ont relevé la présence d'une butte de terre de plusieurs mètres de hauteur qui laisse penser à la présence d'un ouvrage, peut-être un château de la période ducale, à cet emplacement.

#### Le palais ducal de Rouen
Le palais ducal, construit par Richard Ier de Normandie, était situé à l'angle sud-est de la ville médiévale, au confluent du Robec et de la Seine (site de l'actuelle halle aux Toiles). La Vieille Tour était l'un des premiers grands donjons de pierre connus en France. Guillaume le Conquérant y reçut en 1064 Harold. Ce palais avait été ruiné par un incendie en 1200.
Philippe Auguste fait araser les restes du palais ducal. À l'emplacement de l'ensemble palatial subsiste un monument qui a succédé en 1542 à la chapelle Saint-Romain la fierté Saint-Romain qui se dresse contre la halle aux Toiles.

#### Première phase de construction: 1204-1210
L'utilisation des maçonneries antiques réduit les terrassements tout en assurant des assises solides et stables. Le château de Rouen est l'un des plus grands châteaux bâtis par le Capétien, il est de type château fort. Le plan polygonal de l'enceinte (environ 90 × 90 mètres) et les dimensions de la forteresse semblent être déterminés par l'embase elliptique de l'amphithéâtre (environ 130 × 120 mètres). Typique de l'architecture philippienne, la forteresse comporte un donjon circulaire séparé de l'enceinte et un châtelet d'entrée à deux tours.[réf. nécessaire]

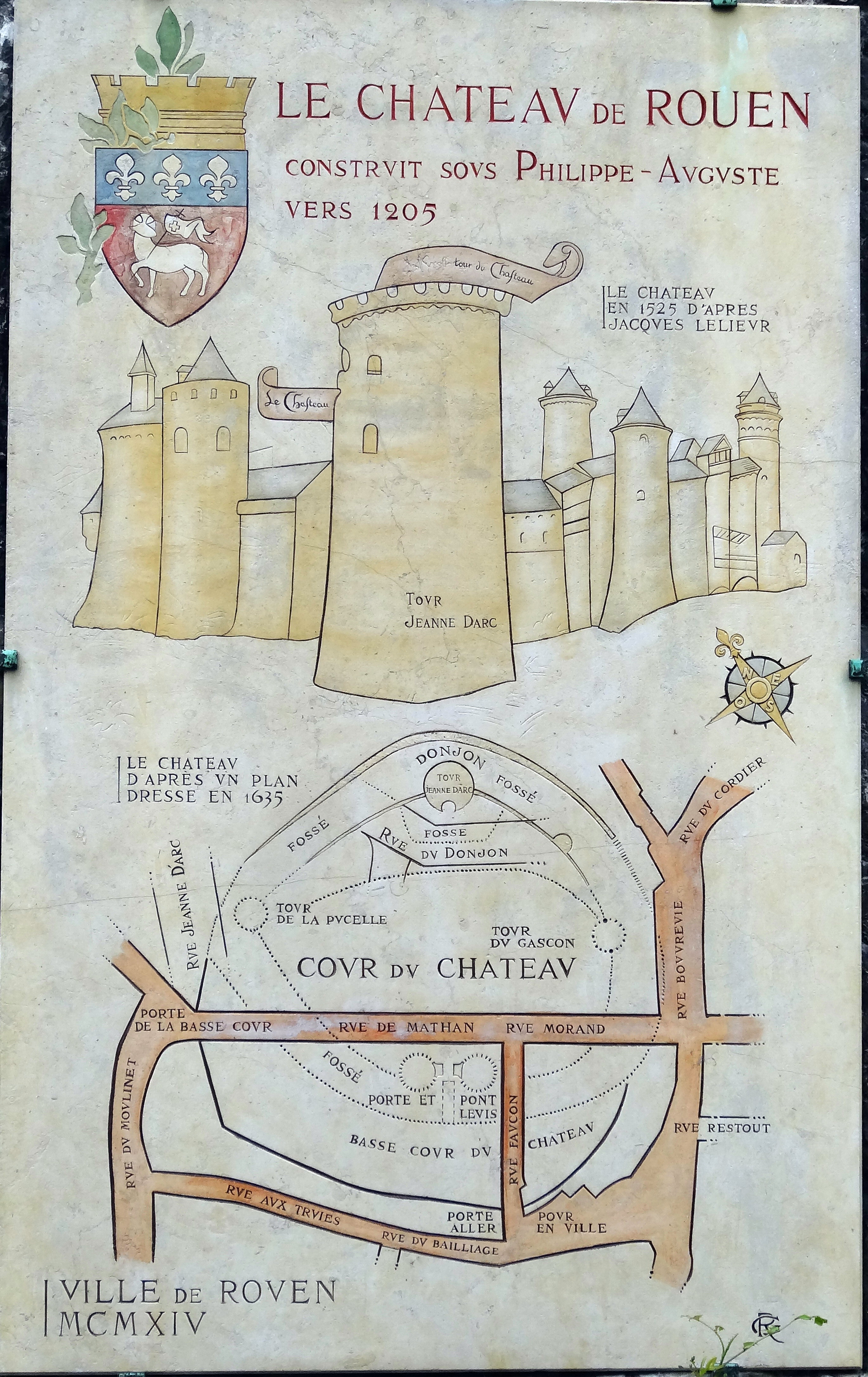
Le château de Rouen vers 1525.

L'enceinte de la forteresse est flanquée de dix tours dont trois demi-tours reliées par un chemin de ronde au sommet des courtines dans lesquelles s'ouvrent deux portes vers la ville et vers les champs. Les dispositions à l'époque de Jeanne d'Arc peuvent être restituées :
- « grosse tour » maîtresse ou « donjon », détachée de l'enceinte (rue du Donjon) : actuelle tour Jeanne-d'Arc, sa porte intérieure vers la cour du château et sa porte extérieure (accès actuel au donjon) murée par les Anglais ;
- « tour en droit de la grande cuisine du commun »,  une demi-tour (sous la rue du Donjon) ;
- « tour de l'horloge », « tour du moulin » ou « tour fourrière » (immeuble rue Bouvreuil) ;
- « tour au coin de la grande chapelle » (sous la rue Morand) ;
- « tour de la porte du pont devers la ville du costé de Saint Godart », demi-tour portière orientale du châtelet d'entrée (immeuble 5 rue Faucon) ;
- « porte vers la ville », porte du châtelet d'entrée (immeubles rue Morand à 20 mètres de l'entrée du Musée de la céramique, sur la gauche[20]. Pour entrer par cette porte, il fallait passer un pont dormant et un pont-levis[21] ;
- « tour aux deux écus », demi-tour portière occidentale du châtelet d'entrée (immeubles rue Morand) ;
- tour (immeubles rue Morand) ;
- « tour devers Saint Patrice », demi-tour (immeuble rue Morand) ;
- « tour couronnée », actuelle tour de la Pucelle (102 rue Jeanne-d'Arc, cour intérieure), surmontée d'un étage par les Anglais. Le puits de lumière de la construction actuelle occupe le volume de la tour sans sa toiture en poivrière. Le soubassement est conservé dans le sous-sol sur plus de six mètres de hauteur[22] ;
- « porte devers les champs », au nord (à l'arrière du 102 rue Jeanne-d'Arc), contrôlée par la "tour carrée" tour-porte, établie au coin du boulevard (sous l'ancien immeuble de la Mutualité, à l'angle des rues Jeanne-d'Arc et du Donjon) ;
- « tour Saint-Gilles » ou « tour du trésor », demi-tour (rue du Donjon).

L'enceinte polygonale est entourée d'un fossé sec, profond de 6 mètres et large de 15 mètres. Une vaste basse-cour occupe le reste de l'emprise de l'amphithéâtre gallo-romain, et défend la porte principale vers la ville. La basse-cour est de forme en arc de secteur (de la rue Bouvreuil à la rue du Bailliage et à la rue Jeanne-d'Arc).[réf. nécessaire]

#### Aménagements ultérieurs

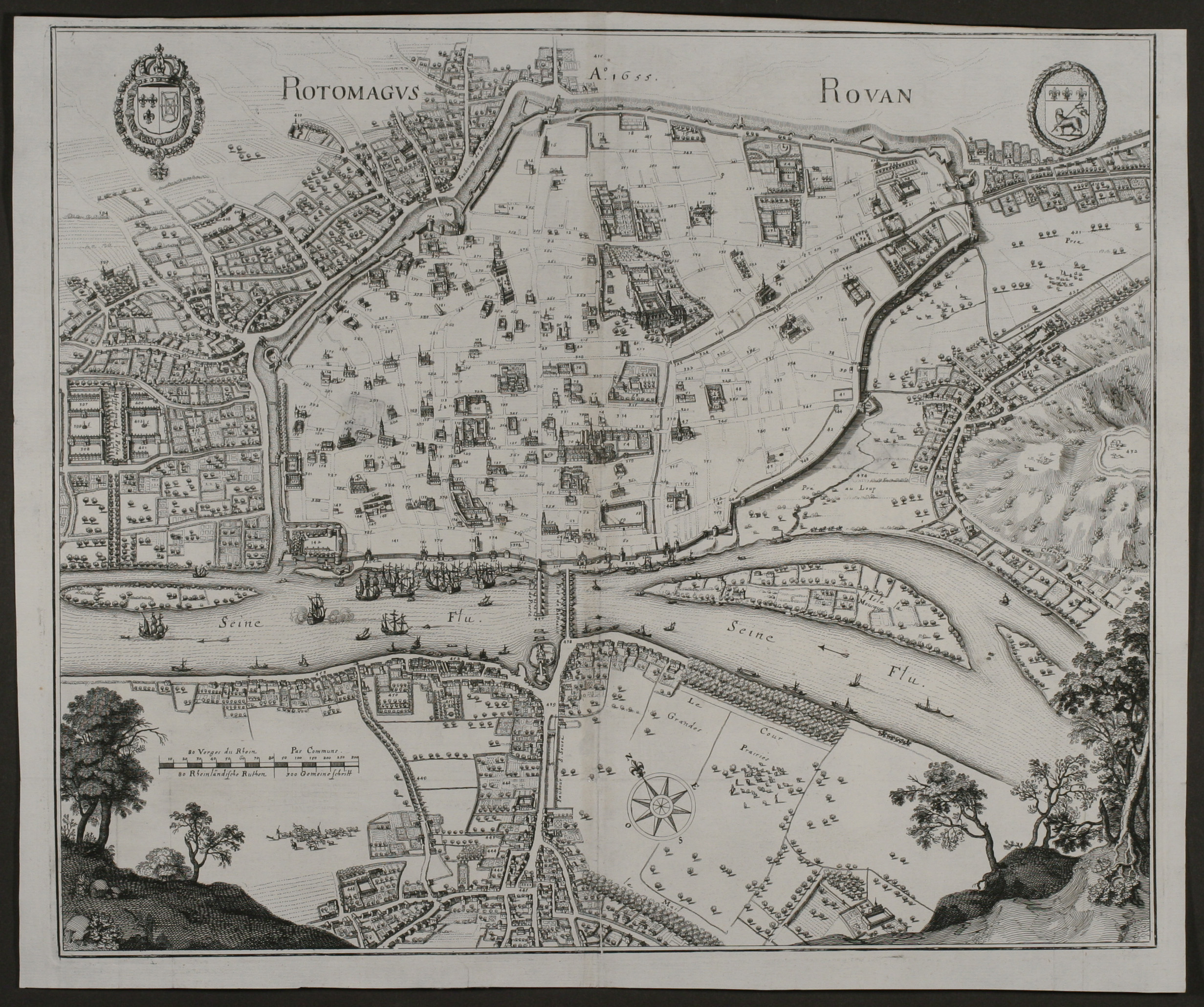
Plan de Rouen en 1657.

En 1222, la chapelle royale est fondée par Philippe Auguste, sous le vocable de Saint-Romain, et desservie par un religieux de l'hôtel-Dieu,. Le château semble alors n'être qu'une simple forteresse comme le Louvre. Le logis royal n'est cité qu'à partir du XIVe siècle.
Vers le milieu du XIIIe siècle l'enceinte de la ville est agrandie par ordre de Louis IX pour la cinquième fois. Le château est alors inclus dans cette enceinte. Peu après 1253, juste à côté du château une porte est percée dans les remparts, qui prit le nom de porte de Bouvreuil - du nom d'un fief sur lequel elle était située. Par la suite, la forteresse prend souvent le nom de château de Bouvreuil.
Vers 1375, le roi Charles V transforme le logis royal, et en 1409, sous Charles VI, le châtelet d'entrée et la porte de la ville sont renforcés.
À partir de 1419, les Lancastre réalisent d'importants travaux : 
- construction d'une tour-porte, dite « tour Carrée » commandant « la porte des champs ». Cette construction comptait au moins deux niveaux et était construite à l'angle du boulevard ;
- construction d'un boulevard, importante levée de terre talutée protégeant des tirs d'artillerie le nord de l'enceinte, le plus exposée du château et la Porte Bouvreuil ;
- rehaussement de la tour d'angle appelée « tour couronnée » ;
- aménagement d'une plate-forme d'artillerie au sommet du donjon et fermeture de sa porte extérieure ;
- aménagement du logis royal et du logis princier[26].

#### Vues et plans

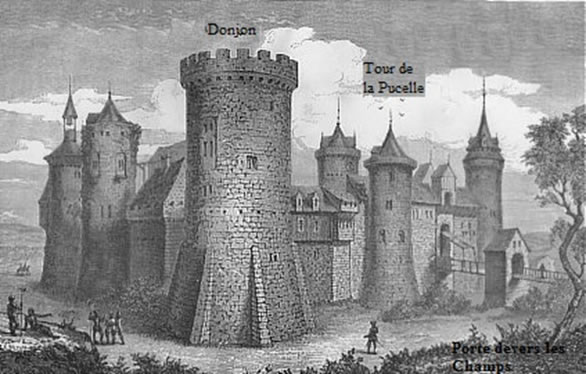
Gravure du château, côté Nord, en 1525 par Jacques Le Lieur.

Le château de Rouen est représenté côté nord en 1525 par Jacques Le Lieur dans le Livre des Fontaines, et côté sud plus sommairement en 1575 par François de Belleforest dans le Pourtraict de la ville de Rouen. Le premier plan connu du bâtiment est dressé en 1635 par le maçon Gravois pour le Parlement de Normandie. Le plan fragmentaire car postérieur à son démantèlement figure avec le dessin de Le Lieur sur la plaque fixée à l'extérieur de la tour Jeanne-d'Arc. Les paroisses Saint-Patrice et Saint-Godard sont alors en procès, se disputant l'emplacement du château et les revenus qui y sont associés. François Farin (1605-1675), clerc matriculier et historien de Rouen, reprend l'essentiel des arguments avancés par la fabrique de Saint-Godard dans son Château fortifié. Les habitants du château aux XVe et XVIe siècles ont Saint-Godard comme paroisse. Le plan de Jacques Gomboust dressé en 1655 montre les vestiges nord du château et l'hôtel de Mathan. L'historien Raymond Quenedey restitue en 1931 le plan du château de Rouen par l'étude des documents existants,.

### L'histoire au château de Rouen (1204-1591)

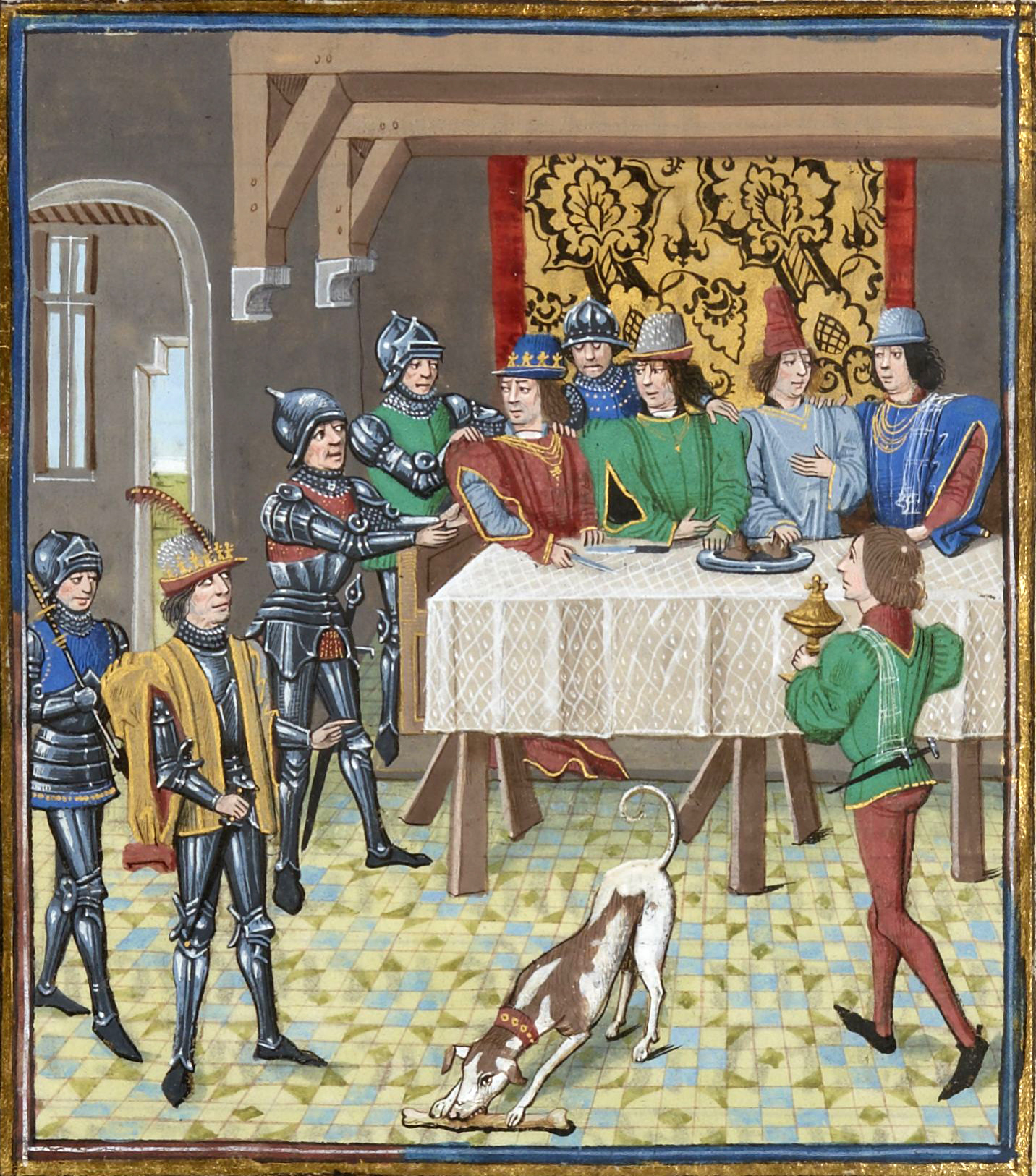
Arrestation de Charles le Mauvais dans la grande salle du château de Rouen.

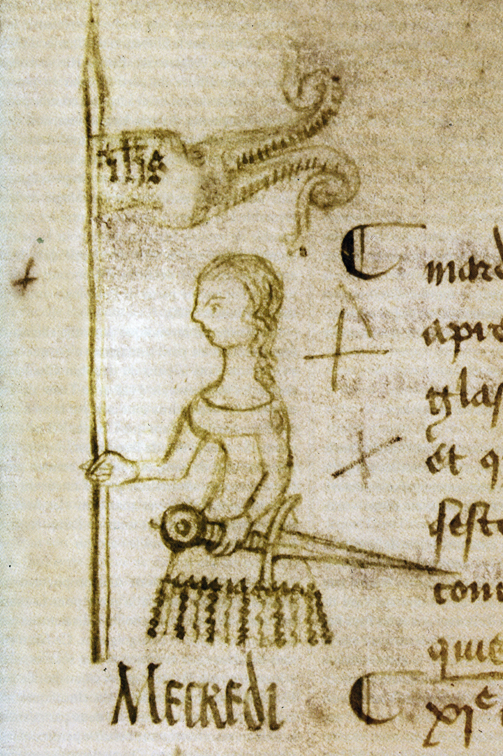
Jeanne d'Arc, esquisse en marge d'un registre par Clément de Fauquembergue, greffier du parlement de Paris, le 10 mai 1429.
Archives nationales, Registre du Parlement de Paris, 1429.

Dès la fin de sa construction, en 1210, le château de Rouen devient le siège du gouvernement du duché de Normandie. L'Échiquier de Normandie se tient dans la grande salle du logis royal : itinérant en Normandie jusqu'en 1302, puis perpétuel à Rouen. Il s'y tient deux sessions annuelles, l'une à Pâques et l'autre à la Saint-Michel. Le roi de France nomme un capitaine du château qui est secondé par des lieutenants, toujours un personnage de haut rang, comme Jean IV Mouton Blainville (vers 1364-1382), le dauphin Louis de Guyenne (1413-1415), Louis de Luxembourg connétable de Saint-Pol (1466-1475) décapité place de Grève pour trahison. Quant aux de Brézé, trois générations se succèdent Pierre, Jacques et Louis de 1449 à 1531. Les effectifs du château ne sont jamais importants, de 24 arbalétriers en 1210 à 109 hommes d'armes (11 lances à cheval, 23 lances à pied et 75 archers) en 1437 sous le commandement de John Talbot, lieutenant du duc d'York. Le château est utilisé comme armurerie et comme poudrière. Dans la seconde moitié du XIVe siècle, le château — associé au clos des Galées — abrite des arbalètes, des machines de guerre et des armures.
En 1292, durant l'émeute de la Maltôte, les agents du fisc se réfugient dans le château. Les Rouennais en révolte contre la pression fiscale l'assiège mais le maire, aidés de sergents et de bourgeois, écrase l'insurrection dans le sang. Le roi Philippe IV le Bel supprime momentanément la commune.

#### La guerre de Cent Ans
La ville de Rouen et le château sont le théâtre d'événements historiques majeurs durant la guerre de Cent Ans en Normandie (1337-1453).
Le 5 avril 1356, le roi, Jean le Bon se rend à Rouen en armes. Sans s'occuper du duc, son fils Charles, il fait arrêter dans la grande salle du château lors d'un banquet réunissant les principaux personnages ayant baigné dans le complot contre son connétable et ami de la Cerda, par son capitaine Arnaud d'Audrehem, Charles de Navarre, Colin Doublet son écuyer, et trois barons normands : Jean V d'Harcourt, le sire de Graville, Guillaume de Mainmares. Sans ménagement, ils sont exécutés, en sa présence au Champ du Pardon,, à l’exception du roi de Navarre, Charles, seul rescapé, qui est rapidement emprisonné à la forteresse d'Arleux-en-Palluel, près de Douai. Cet épisode dramatique, raconté et représenté dans les Chroniques de Jean Froissart, pousse les familles des suppliciés dans le camp du roi d'Angleterre Édouard III. Quelques mois plus tard à la bataille de Poitiers Jean le Bon est fait prisonnier. En 1358 le roi de Navarre fait inhumer en grande pompe les suppliciés à Rouen, par vengeance il fait incendier le manoir royal de Grand-Couronne à peine achevé. Les Rouennais, sensibles aux paroles du Navarrais, assiègent le château et s'en emparent.
En 1382, les Rouennais lors de l'émeute anti-fiscale de la Harelle, tentent un assaut contre le château. Charles VI réprime cette insurrection en supprimant la commune de Rouen et en rasant le beffroi, symbole des libertés communales.
En 1418, les Bourguignons alliés des Anglais s'emparent du château de Rouen et en 1419 le roi Henri V d'Angleterre entre dans la ville après un siège de six mois. Le château devient le siège du gouvernement anglais en France ainsi que la résidence du jeune roi et celle de Jean de Lancastre, duc de Bedford, et régent de France.
À partir de 1422 (traité de Troyes), la France a deux rois : Henri VI, roi d'Angleterre et de France, au nord du pays ; et Charles VII au sud du pays. Rouen est la véritable capitale des régions fidèles au roi d'Angleterre et le château de Rouen est la résidence du jeune roi et de son tuteur Richard Beauchamp comte de Warwick. Capitaine de Rouen, ce dernier reçoit à sa table Pothon de Xaintrailles capitaine de Charles VII prisonnier. Warwick meurt au château en 1439.
En 1430, Jeanne d'Arc est capturée devant Compiègne et vendue aux Anglais. Elle est amenée prisonnière à Rouen le 23 décembre, et enfermée dans une tour qui prendra le nom de Tour de la Pucelle. Son procès et ses interrogatoires se tiennent au château (dans la chapelle royale, la salle dite de parement qui faisait partie des appartements royaux et dans la tour-prison lors de séances en comité restreint), jusqu'à son exécution le 30 mai 1431, sur la place du Vieux-Marché.
En 1432, Henri VI repart en Angleterre et le régent Bedford réside à Paris. Des Français fidèles à Charles VII s'emparent du château par trahison, sous la conduite d'un nommé Ricarville, capitaine gentilhomme du pays de Caux. Le comte d'Arundel, commandant de la forteresse un fier gaillard mesurant 1,80 m, réfugié dans une chambre forte ne doit son salut qu'à un panier dans lequel il est descendu au fond des fossés par les Rouennais, puis Ricarville se retranche dans le donjon pendant dix-sept jours, avant de se rendre. Ils sont 104 à être décapités. Le château est en partie ruiné en particulier sa chapelle Saint-Romain, il s'ensuit une importante campagne de travaux.
En 1449, la population, bientôt rejointe par l'armée royale française, assiège les Anglais retranchés dans le château. Le lieutenant général de Henri VI, le duc de Somerset se rend. Charles VII peut entrer triomphalement dans Rouen le 10 novembre 1449 puis mettre fin à la domination anglaise en Normandie par la bataille de Formigny. Dunois, fils illégitime de Louis duc d'Orléans, devient brièvement capitaine de la ville et du château. Il est remplacé par Pierre de Brézé alors que Guillaume Cousinot est nommé bailli de Rouen.

#### Les rois d'Angleterre au château de Rouen (1419-1449)
Henri V est roi d'Angleterre de 1413 à 1422. Vainqueur de la bataille d'Azincourt le 25 octobre 1415, il s'installe à Rouen en janvier 1419. Il se fait ensuite reconnaître comme héritier du trône de France au traité de Troyes (1420), s'installe à Paris en 1421, mais meurt prématurément en 1422 au château de Vincennes, sans avoir pu ceindre la couronne de France.
Henri VI est roi d'Angleterre de 1422 à 1461, assisté de ses deux oncles, Humphrey de Lancastre, duc de Gloucester, régent en Angleterre et Jean de Lancastre, duc de Bedford, régent en France, installé au château de Rouen (château où il meurt en 1435, il est enterré à la cathédrale). Henri VI est sacré roi de France le 16 décembre 1431, à l'âge de dix ans, mais il perd Rouen en 1449. Confronté à la guerre des Deux-Roses, qui débute en 1455, il est déposé le 4 mars 1461 par Édouard IV. Emprisonné à la tour de Londres en 1465, il est restauré sur le trône en 1470 par Warwick « le faiseur de rois » puis à nouveau dramatiquement emprisonné jusqu'à son assassinat en 1471.
Édouard IV naît le 28 avril 1442 au château de Rouen où vivent ses parents Richard duc d'York gouverneur de France et de Normandie, Cécile Neville et sa sœur Anne. Deux autres enfants y voient le jour Edmund le 17 mai 1443 et Elisabeth le 22 avril 1444. Ils sont baptisés à la cathédrale de Rouen.

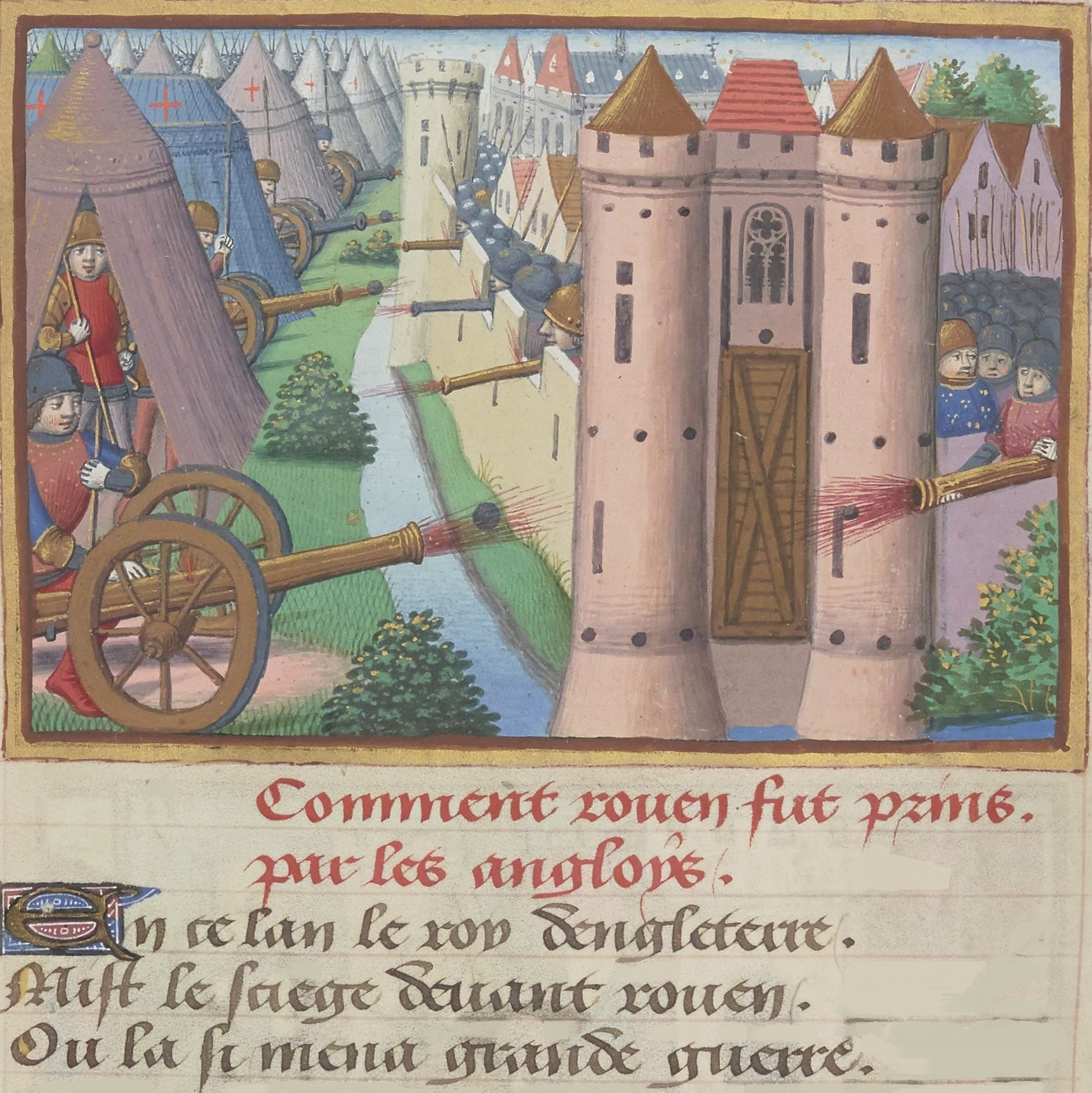
Siège de Rouen (1418-1419), enluminure des Vigiles de Charles VII, vers 1484, BnF, département des manuscrits.

L'Échiquier de Normandie, restauré par Charles VII se réunit de manière irrégulière. Par la volonté de Louis XII, il devient permanent en 1499. En attendant l'achèvement d'un nouveau lieu pour l'abriter, le château abrite provisoirement pendant sept ans ses sessions dans l'ancien logis royal abandonné en 1485. Dans la chapelle Saint-Romain, des messes sont célébrées. Les prisonniers sont détenus dans les tours du château et même dans la cuisine. En 1506, l’Échiquier abandonne le château pour le Palais du Marché-Neuf (futur Palais de Justice).
De 1465 à 1466, la forteresse est livrée à la Ligue du Bien public, ennemie du roi Louis XI. Attribuant au roi la responsabilité de la mort de son mari Pierre de Brézé tué à la bataille de Montlhéry, sa veuve a ouvert les portes du château. Charles de France devient duc de Normandie. Mais le roi reprend la situation en main rapidement. En punition, l'anneau ducal du duché de Normandie est solennellement et symboliquement brisé le 9 novembre 1469 sur une enclume dans la grande salle du château.
En 1485, Charles VIII est le dernier roi de France à résider au château. Ses successeurs résident dorénavant dans le logis abbatial Renaissance de Saint-Ouen.
Perdant son utilité, la forteresse n'est plus entretenue. Le 24 juillet 1542, un incendie provoque l'explosion de poudres ravageant les tours du châtelet d'entrée.
Lors des guerres de religion, les protestants s'emparent de la forteresse et occupent la ville en 1562, mais celles-ci sont reprises par les armées du roi Charles IX, six mois plus tard. Lors de la Journée des barricades (1588), les partisans de la Sainte Ligue investissent le château. En 1590, le marquis Christophe II d'Alègre, gouverneur de Gisors, partisan d'Henri IV, alors roi de France et de Navarre, prend le château, sans conquérir la ville. Assiégé et canonné par Claude de Lorraine chevalier d'Aumale il est contraint à la reddition trois jours plus tard. Apprenant à Gaillon la nouvelle, Henri IV est furieux de cette action prématurée. Resté en Normandie, il bat l'armée du duc de Mayenne lors de la bataille d'Ivry.

### Le démantèlement
La vulnérabilité de la forteresse entraîne son démantèlement à partir de 1591, sur ordre donné en 1590 par les ligueurs du Conseil général de l'Union. Le site de la moitié sud-ouest de la forteresse est urbanisé par la création de la rue de Mathan et de Faucon. La partie nord du château est conservée et rattachée à l'enceinte de la ville. À proximité de la Porte Bouvreuil, des notables font construire des hôtels particuliers : l'hôtel d'Hocqueville (Musée de la Céramique) et l'hôtel de Mathan que les bénédictines de Rouen achètent en 1683. Elles le transforment en couvent. Leur chapelle, vendue comme bien national avec le reste de l'établissement, devient de 1802 à 1804 une des premières filatures de coton actionnée par une pompe à feu en France. De 1809 à 1905, le pensionnat des Ursulines la remplace.
À la fin du XVIIIe siècle, une école est installée au rez-de-chaussée de l'une des tours subsistantes. Confiée aux frères des écoles chrétiennes de Jean-Baptiste de La Salle, elle dépend de la paroisse Saint-Godard.
Au début du XXe siècle, subsistent encore le donjon et la tour de la Pucelle. Cette dernière, en très mauvais état, est détruite pour permettre l'agrandissement du pensionnat des Ursulines. La destruction programmée du donjon en 1840 est interrompue par les monuments Historiques ; son achat et sa restauration (1868-1884) sont finalement réalisés grâce à un comité de souscription national. Napoléon III, un empereur passionné d'histoire, figure au second rang des souscripteurs. Le monument est ensuite donné au département de la Seine-Inférieure.

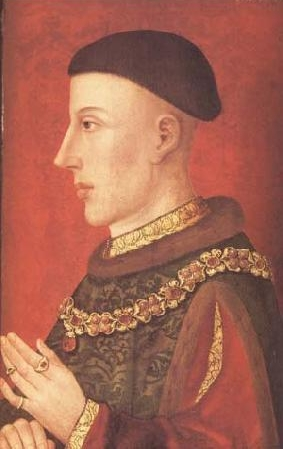
d'Angleterre.

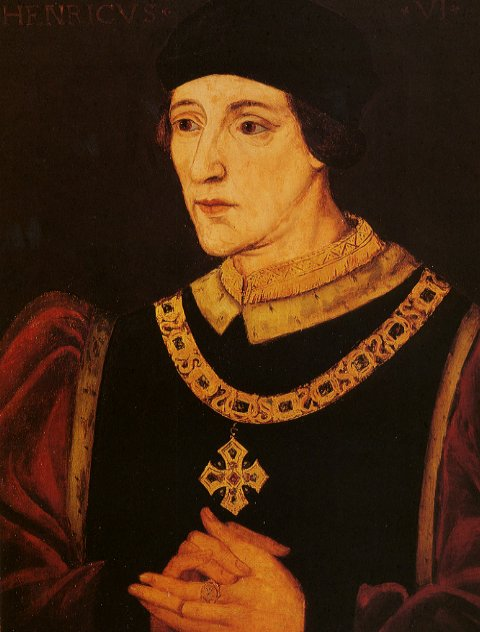
d'Angleterre.

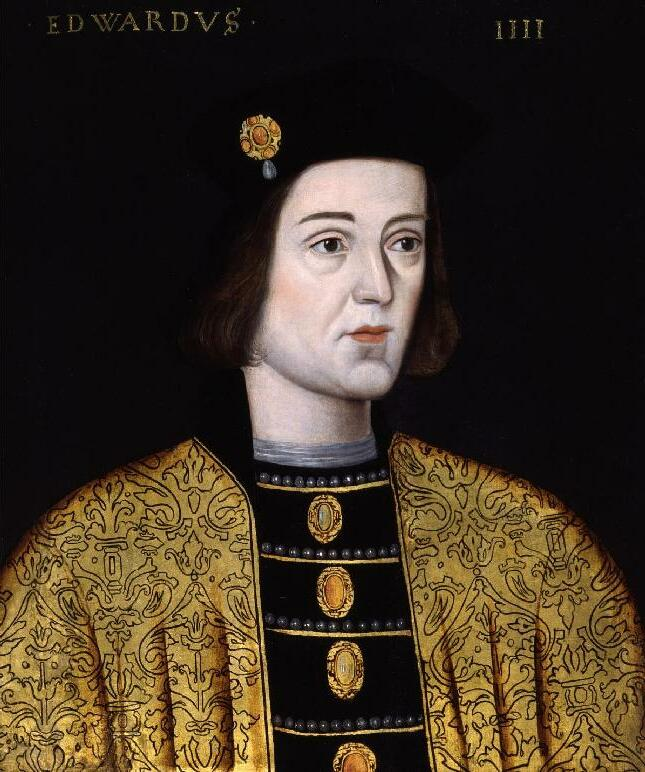
d'Angleterre.

Au XIXe et au début du XXe siècle, trois rues sont créées sur l'emprise du château, à l'emplacement du pensionnat des Ursulines : rue Jeanne-d'Arc, rue du Donjon et rue Philippe-Auguste. Durant la Seconde Guerre mondiale, le donjon désormais appelé tour Jeanne-d'Arc, est transformé en bunker par les forces allemandes d'occupation.

## Description
Le château formait un grand triangle défensif flanqué à ses angles de hautes tours rondes, du donjon royal (tour Jeanne-d'Arc) sur sa pointe nord, et d'un châtelet côté sud.

## Fouilles archéologiques

### Phases de fouilles
- 1838 : rue Morand, pensionnat des Ursulines, mise au jour d'un imposant mur gallo-romain de profondeur sept mètres, tour de la Pucelle.
- XXe siècle : divers travaux de voirie confirmant la structure elliptique et les dimensions de l'amphithéâtre.
- 1907 : démolition du couvent des Ursulines, création de la rue du Donjon et de la rue Philippe-Auguste, mise au jour des soubassements de la Tour de la Pucelle.
- 1914 : construction de l'immeuble de la Mutualité, contrescarpe et Tour Carrée.
- 1983 : sous la direction de Dominique Pitte, archéologue à la Direction des Antiquités historiques de Haute-Normandie. Fouilles de sauvetage sur les sites du donjon, rue Jeanne-d'Arc, rue Philippe-Auguste, rue Morand, rempart du château, tour Saint-Patrice, fossé et cour du château, amphithéâtre gallo-romain.
- 1984 : Dominique Pitte. Rue Morand, tour d'angle sud-ouest.
- 2009 : Paola Calderoni. 5 rue Faucon, tour-portière orientale du châtelet d'entrée[58].
- 2015 : Bénédicte Guillot. Rue du Donjon, dépotoir du XVIe siècle dans les fossés, contrescarpes[59].

### Vestiges actuels
- Tour maîtresse circulaire (donjon), dite Grosse Tour ou tour Jeanne-d'Arc : haute d'environ 35 mètres avec un diamètre d'environ 14 mètres et dotée de murs d'une épaisseur de 4 mètres, elle a été reconstruite à partir du premier étage au XIXe siècle par Achille Louis François Desmarest (1814-1882) sur les conseils de Viollet-le-Duc, dont notamment les hourds que l'on peut voir actuellement[60]. La tour, anciennement propriété du conseil départemental de la Seine-Maritime, est depuis le 1er janvier 2016 un musée métropolitain Rouen Normandie[61], abritant un escape game depuis avril 2017, non sans détracteurs[62]. De type défensif et résidentiel, la tour est équipée d'un puits (source Gaalor) et d'un escalier en vis pris dans l'épaisseur du mur. Une maquette du château réalisée en 1983 et complétée en 2004 par Françoise Boutet est présentée dans le musée.
- Tour circulaire, dite Tour de la Pucelle : tour où a été emprisonnée Jeanne d'Arc surnommée la Pucelle d’Orléans. Soubassements visibles dans la cour intérieure de l'immeuble situé au no 102 rue Jeanne-d’Arc. 5 m3 de pierres ont été incluses dans le piédestal de la statue équestre de Jeanne d'Arc à New York.
- Tour-porte nord, dite Tour Carrée : soubassements visibles à l'intérieur de l'immeuble situé au no 106 rue Jeanne-d’Arc.
- Porte d'accès à la basse-cour : sous le revêtement de la rue Jeanne-d’Arc, au niveau de la rue Morand.
- Châtelet d'entrée de l'enceinte, porte principale vers la ville : en haut des marches de la rue Faucon, sous les bâtiments au no 5.